# Aporia gigantea
Aporia gigantea is een vlindersoort uit de familie van de Pieridae (witjes), onderfamilie Pierinae.
Aporia gigantea werd in 1993 beschreven door Koiwaya.